# Lake Pegasus Waterfall
Der Lake Pegasus Waterfall ist ein künstlicher Wasserfall in der Stadt Pegasus im Waimakariri District der Region Canterbury auf der Südinsel Neuseelands. Er liegt auf einer Insel im südlichen Teil des Lake Pegasus. Seine Fallhöhe beträgt etwa 4 Meter.
Der Wasserfall ist von den Spazierwegen am See einsehbar. Näher an ihn heran kommt man über die beiden Brücken, welche die Insel mit dem Seeufer verbinden.